# Melogale orientalis
Il tasso furetto di Giava (Melogale orientalis Horsfield, 1821) è un carnivoro della famiglia dei Mustelidi. È endemico delle isole indonesiane di Giava e Bali. Abitante delle foreste notturno e sfuggente, è stato finora poco studiato. La IUCN lo classifica tra le «specie a rischio minimo».

## Descrizione
Un esemplare adulto di tasso furetto di Giava pesa tra 1 e 2 kg, ha una lunghezza testa-corpo di 35–40 cm e una coda di 14,5–17 cm. La testa è piccola, con muso allungato e smussato, lunghe vibrisse e grandi occhi. Il corpo è sorretto da zampe brevi ed è ricoperto da una pelliccia sericea di colore marrone spruzzato di rosso che, sotto alcuni tipi di illuminazione, può apparire fulva o grigiastra. La parte posteriore della testa e la gola sono di un marrone più scuro, mentre zone di colore bianco sono presenti su faccia, collo, gola, petto e addome.

## Distribuzione e habitat
Il tasso furetto di Giava è diffuso, con due sottospecie, sulle isole indonesiane di Giava e Bali. L'esatta estensiome dell'areale è sconosciuta, ma la specie è presente nelle regioni collinari e montuose, anche se si può incontrare a quote inferiori. A Bali la sua presenza è stata registrata lungo un sentiero nella foresta a 1.180 m di quota e in un altro sito, la cui esatta localizzazione non è stata riportata. Abita nelle foreste primarie e a Bali è stato segnalato anche in una zona di foresta secondaria e piantagioni di alberi della gomma non distante dalle abitazioni umane.

## Biologia
Come gli altri tassi furetto, il tasso furetto di Giava è un animale fossorio che utilizza gallerie già scavate da altri animali sul suolo della foresta. È prevalentemente notturno, e piccoli gruppi composti da adulti e giovani vanno in cerca di cibo insieme. Viene spesso avvistato nel fitto sottobosco ed è in grado di arrampicarsi su alberi e arbusti. La sua dieta è principalmente carnivora ed è costituita da piccoli mammiferi, uccelli, anfibi, uova, carogne e invertebrati, ma si nutre anche di frutta.
Nel parco nazionale di Gunung Gede Pangrango, i tassi furetto di Giava sembrano essere piuttosto comuni e sono stati visti dopo il tramonto aggirarsi in cerca di avanzi di cibo nelle aree destinate ai pic-nic e grufolare nella lettiera di foglie. Sembrano non essere affatto disturbati dalla presenza dell'uomo e una volta un giovane esemplare si arrischiò addirittura a mangiare biscotti tenuti in mano da un osservatore.

## Tassonomia
Gli studiosi riconoscono due sottospecie di tasso furetto di Giava:
- M. o. orientalis Horsfield, 1821, diffusa nella parte orientale di Giava e sull'isola di Bali.
- M. o. sundaicus Sody, 1937, propria della parte occidentale di Giava.

## Conservazione
Non abbiamo molte notizie riguardo allo stato di conservazione, il trend di popolazione, le esigenze di habitat e i livelli di sfruttamento del tasso furetto di Giava, ma esso sembra essere piuttosto comune e la IUCN lo classifica tra le «specie a rischio minimo». Giava è un'isola densamente popolata e gran parte del manto di foresta primaria che la ricopriva originariamente è stata frammentata e degradata, ma il tasso furetto sembra essere una specie piuttosto adattabile ai cambiamenti cui è sottoposto l'habitat, in quanto è stato rinvenuto anche in foreste secondarie e piantagioni. La sua presenza è stata registrata nel parco nazionale Halimun Salak nella parte occidentale dell'isola, nonché nel parco nazionale Gunung Gede Pangrango.